# 菊永あかり
菊永 あかり（きくなが あかり、6月15日 - ）は、日本の女優、声優。熊本県出身。アミュレート所属。

## 略歴
大阪アニメーションスクール、ネクシード附属養成所卒業。
ネクシードに所属していたが、2022年春頃に退所。退所後はディーカラーに移籍。
2024年8月1日、ディーカラーとアミュレートとの事業統合によりアミュレートへ移籍。

## 人物
資格は普通自動車免許（AT限定）、普通自動二輪免許、英検準二級。趣味はカクテル作り、青いものをコレクションすること。

## 出演

### 映画
- アヤメくんののんびり肉食日誌

### テレビアニメ
- はなかっぱ（2015年 - 2024年、ハナカップ、つねなりのお母さん）
- 私、能力は平均値でって言ったよね!（2019年、アレディー）
- トミカ絆合体 アースグランナー（2020年 - 2021年、ジュリア）
- ゾン100〜ゾンビになるまでにしたい100のこと〜（2023年、主婦ゾンビ）

### Webアニメ
- 終末のワルキューレII（2023年、弁財天）

### ドラマCD
- こえもつ5

### 吹き替え

#### 映画
2016年
- レジェンド 狂気の美学

2017年
- アイアンクロス ヒトラー親衛隊《SS》装甲師団（マルガリーテ）
- サマー・ヴェンデッタ
- 史上最悪の学園生活（ショーン 他）
- トンネル 闇に鎖された男
- ナイスガイズ!（タリー〈ヤヤ・ダコスタ〉 他）
- レジデント

2018年
- シドニー・ホールの失踪（ジーナ〈ジャニナ・ガヴァンカー〉 他）
- ブリムストーン（マシュー 他）

2019年
- クリムゾン・プラネット（宇宙飛行士女 他）
- ザ・ランドロマット -パナマ文書流出-（ビンセル 他）
- シャドウ・ワールド（女性キャスター 他）
- スピードトラップ（ソフィア〈ヨバナ・ストイリコビッチ〉 他）
- トラウマ・ゲーム 恐怖体験アトラクション（エリカ 他）
- クリムゾン・プラネット
- ブレイブ・ロード 名もなき英雄（イズラル、大人アイラ 他）
- ナンシー・ドリューと秘密の階段
- ラストマン 地球最後の男（女性店主 他）
- ルディ・レイ・ムーア（ジミーの妻 他）

2020年
- アンダー・ザ・シルバーレイク（ファニー 他）
- アンチグラビティ（スピリット）
- エンド・オブ・ステイツ（ヘレン・トンプソン〈ジェイダ・ピンケット・スミス〉 他）
- シークレット・ランナー（キャット〈カーリー・チャイキン〉）
- フッド: ザ・ビギニング（イブリン〈ララ・ロッシ〉 他）
- ブルータル・ジャスティス（デニース、イーサン・ジョンズ）

2021年
- コンティニュー（パム〈メドウ・ウィリアムズ〉）
- レッド・スネイク （スナイプ〈ナンナ・ブロンデル〉）
- フリー・ガイ
- ユダ&ブラック・メシア 裏切りの代償（ジュディ・ハーモン〈ドミニク・ソーン〉）
- ロード・オブ・モンスターズ 地上最大の決戦（イリーナ・ピカード）
- カムバック・トゥ・ハリウッド!!
- スティーラーズ（ドッジ〈リタ・オラ〉）

2022年
- アサルト33 要塞病棟（ヴィー〈ブリタニー・アンダーウッド〉）
- アトランティス 海底王国の逆襲（ミッジ）
- 運命の扉
- バトル・オブ・ザ・リバー 金剛川決戦
- ザ・メガロドン 怪獣大逆襲（リー博士）
- トロール（シグリッド・ホドネ 他）
- ミートキュート ～最高の日を何度でも～

2024年
- リディーミング・ラブ 〜あがないの愛〜（ラッキー〈ジェイミー・リー・オドネル〉）

2025年
- K.O.（ファトゥ 他）

#### ドラマ
2016年
- エレメンタリー ホームズ&ワトソン in NY シーズン5
- JUSTIFIED 俺の正義

2017年
- ナイトシフト 真夜中の救命医 シーズン3
- BOSCH/ボッシュ シーズン3 - 6（ラトーニャ、ジャック 他）
- HOMELAND シーズン6、7（レイコ 他）

2019年
- 刑事ルーサー シーズン2 #4（ステイシー・ベル）
- What/If 選択の連鎖（アンジェラ〈サマンサ・マリー・ウェア〉）
- プリーチャー シーズン4
- プルーブン・イノセント 冤罪弁護士（タマラ 他）
- 僕のヤバイ妻（トゥリン・タシジ〈メリッサ・ダリジ〉 他）

2020年
- スーパーナチュラル シーズン14、15
- サバヨミ大作戦!（ジェイド）
- グランド・アーミー（タミカ〈ブリタニー・アデブモラ〉）
- 梨泰院クラス（マ・ヒョニ〈イ・ジュヨン〉）

2021年
- Your Honor/追い詰められた判事 シーズン2 #4,5

2022年
- きみがぼくを見つけた日
- グッド・サム 外科医親子のパワーゲーム
- ステーション・イレブン

2023年
- アウターバンクス シーズン3（ソフィア 他）
- シュリンキング:悩めるセラピスト（サマー〈レイチェル・ストビントン〉 他）

2025年
- バラード 未解決事件捜査班（ザミラ・パーカー〈コートニー・テイラー〉）

#### アニメ
- サンタのマジック・クリスタル
- ショップキンズ: シェフ・クラブ（チーキーチョコレート）
- ショップキンズ: ワールド・バケーション（チーキーチョコレート、スカイアンナ、他）
- ショップキンズ: ワイルド（チーキーチョコレート）
- 天官賜福（包帯の少年、郎蛍） - 2シリーズ[一覧 1]
- ファレル・ウィリアムス: ピース・バイ・ピース（ミッシー・エリオット）
- ホワット・イフ...?

#### ボイスオーバー
- ザ・ジレンマ: もうガマンできない?!
- ラブ・イズ・ブラインド ～外見なんて関係ない?!～（ジャンニーナ）
- クィア・アイ シーズン6 #4（アリ）

### 舞台
- 少女☆歌劇 レヴュースタァライト #1
- BASARA外伝 KATANA 虹の話-銀杏-（アイリス）

### シリーズ一覧
1. ↑  第1期（2021年）、第2期『貮』（2024年）